# RWD-9
RWD-9 byl polský sportovní letoun z roku 1934, postavený týmem RWD.

## Vznik a užití
Letoun RWD-9 byl dalším pokračováním úspěšného letounu RWD-6, který zvítězil v mezinárodní soutěži, v III. ročníku Challenge de Tourisme 1932. Oproti typu RWD-6 bylo podstatně zesíleno křídlo. RWD-9 byl speciálně navržen pro IV. ročník mezinárodní soutěže Challenge International de Tourisme, která se konala ve Varšavě na přelomu srpna a září 1934. Postavili ho Stanisław Rogalski a Jerzy Drzewiecki z týmu RWD v dílnách DWL ve Varšavě. Pro splnění nových pravidel soutěže bylo nové letadlo navrženo jako čtyřmístné, se zvýšenou hmotností, výkonem motoru a ještě lepšími schopnostmi pro krátký start a přistání.

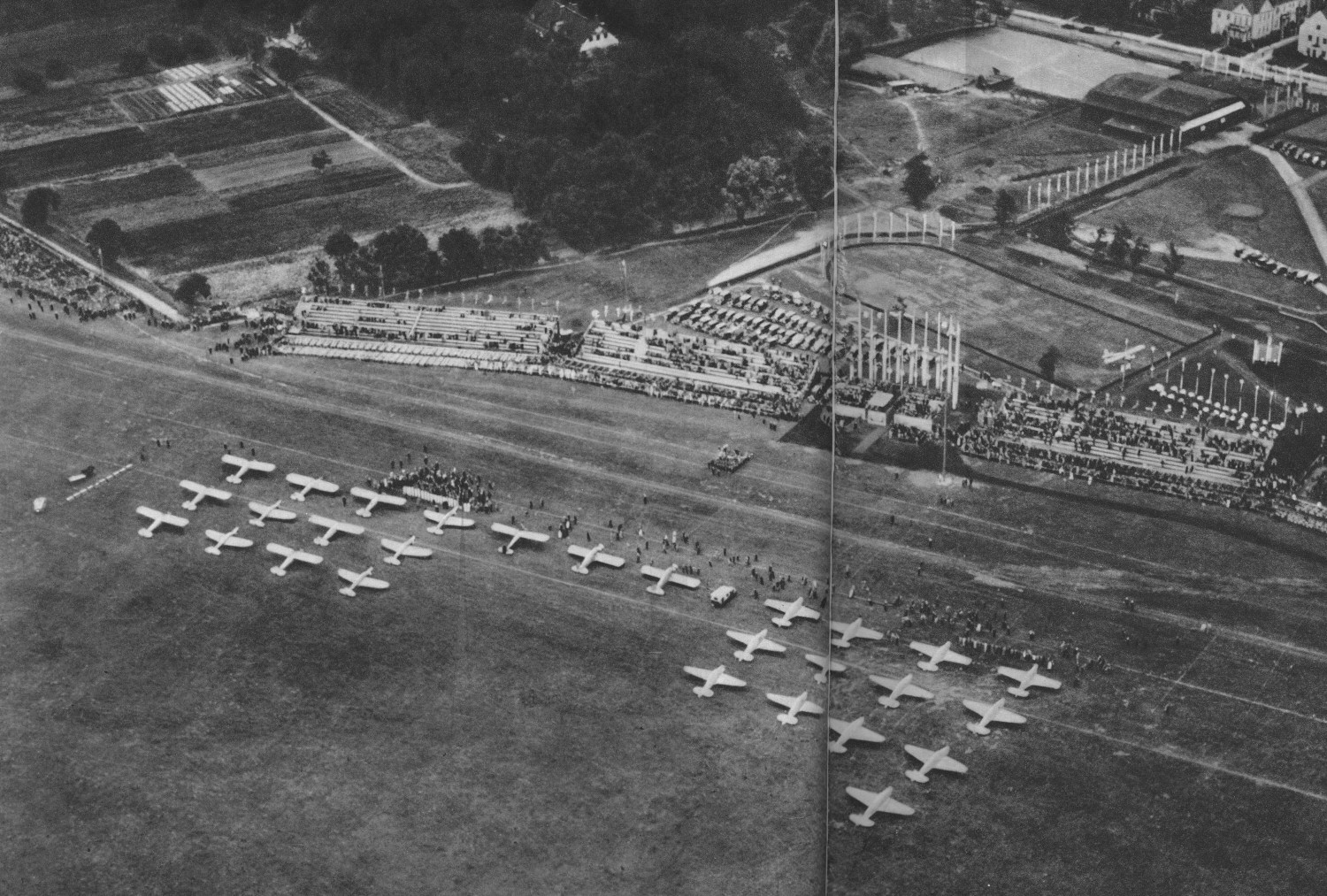
Zahajovací ceremoniál Challenge 1934 (zleva: polský tým s RWD-9 a PZL.26, uprostřed československý tým s RWD-9W a dvěma Aero A-200), vpravo - německý tým s Bf 108, Klemm Kl 36, Fieseler Fi 97. Italský tým dorazil později.)

První prototyp RWD-9 byl dokončen v říjnu 1933 ještě s motorem Menasco o výkonu 195 kW/265 koní a poprvé vzlétl 4. prosince 1933. V lednu 1934 byl vybaven československým devítiválcovým hvězdicovým motorem Walter Bora (vzletový výkon 162 kW/220 koní) a na jaře 1934 s nově postaveným polským hvězdicovým motorem Škoda GR-760 (vzletový výkon 213 kW/290 koní), který vytvořil Stanisław Nowkuński z továrny Zakłady Škoda ve Varšavě. V roce 1934 bylo postaveno 8 RWD-9: 4 RWD-9W s motorem Walter Bora (registrace: SP-DRA, SP-DRB, OK-AMC, OK-AMD) a 4 RWD-9S s motorem Škoda GR-760 (registrace: SP-DRC -DRD, -DRE, -DRF). RWD-9W měl slabší výkon ve srovnání s RWD-9S.

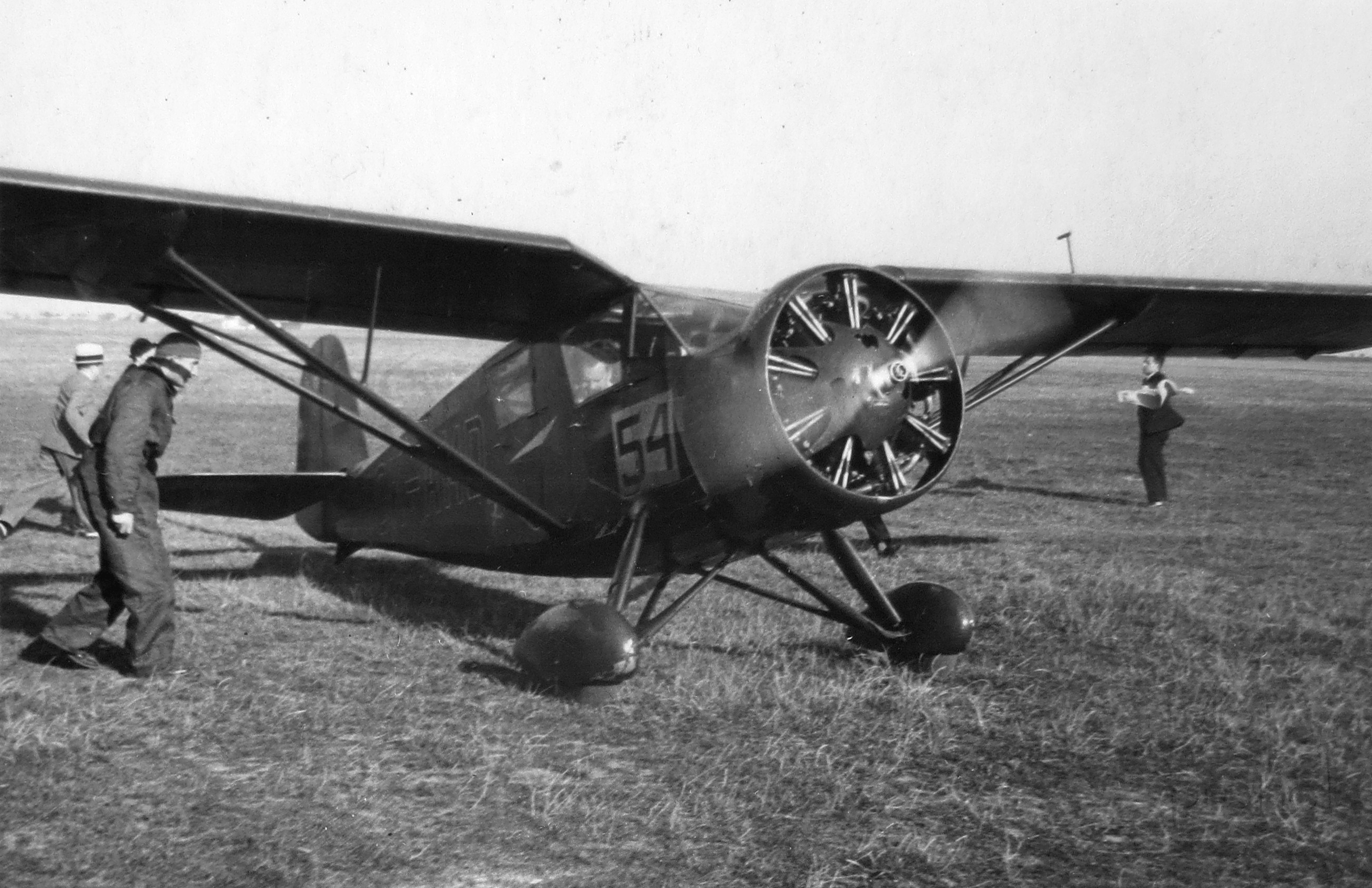
RWD-9W s motorem Walter Bora, pilot Anderle (Challenge 1934, OK-AMD)

Polský tým pro soutěž Challenge využil celkem pět letounů RWD-9, zbývající dva si objednal československý tým prostřednictvím Ministerstva veřejných prací (OK-AMC, OK-AMD). Oba byly zapsány do leteckého rejstříku ve stejný den, necelý měsíc před soutěží (10.8.1934). Československý letoun OK-AMC (pilot kpt. Pavel Pochop, st. č. 53) při tréninku na soutěž havaroval a před soutěží již stroj nebyl opraven. V samotné soutěži Challenge, která se konala ve dnech 28. srpna - 16. září 1934, obsadila polská RWD-9S první (pilot Jerzy Bajan, SP-DRD, st. č. 71) a druhé místo (pilot Stanisław Płonczyński, SP-DRC, st. č. 75). Poláci vyhráli mimo jiné proti německým celokovovým jednoplošníkům Messerschmitt Bf 108 a Fieseler Fi 97. Další polští piloti se stroji RWD-9 obsadili 7. (pilot Buczynski, RWD-9S, st. č. 72) a 15. místo (pilot Skrzypiňski, RWD-9W, SP-DRB, st. č. 76). Československý RWD-9W (OK-AMD) obsadil 8. místo (pilot Jan Anderle, st. č. 54). Polský letoun RWD-9W (pilot Florjanowicz, SP-DRA) soutěž nedokončil. Letouny RWD-9 obsadily na této soutěži 1., 2., 7., 8. a 15. místo, což z 34 startujících a 19, kteří soutěž dokončili, byl výborný výsledek.

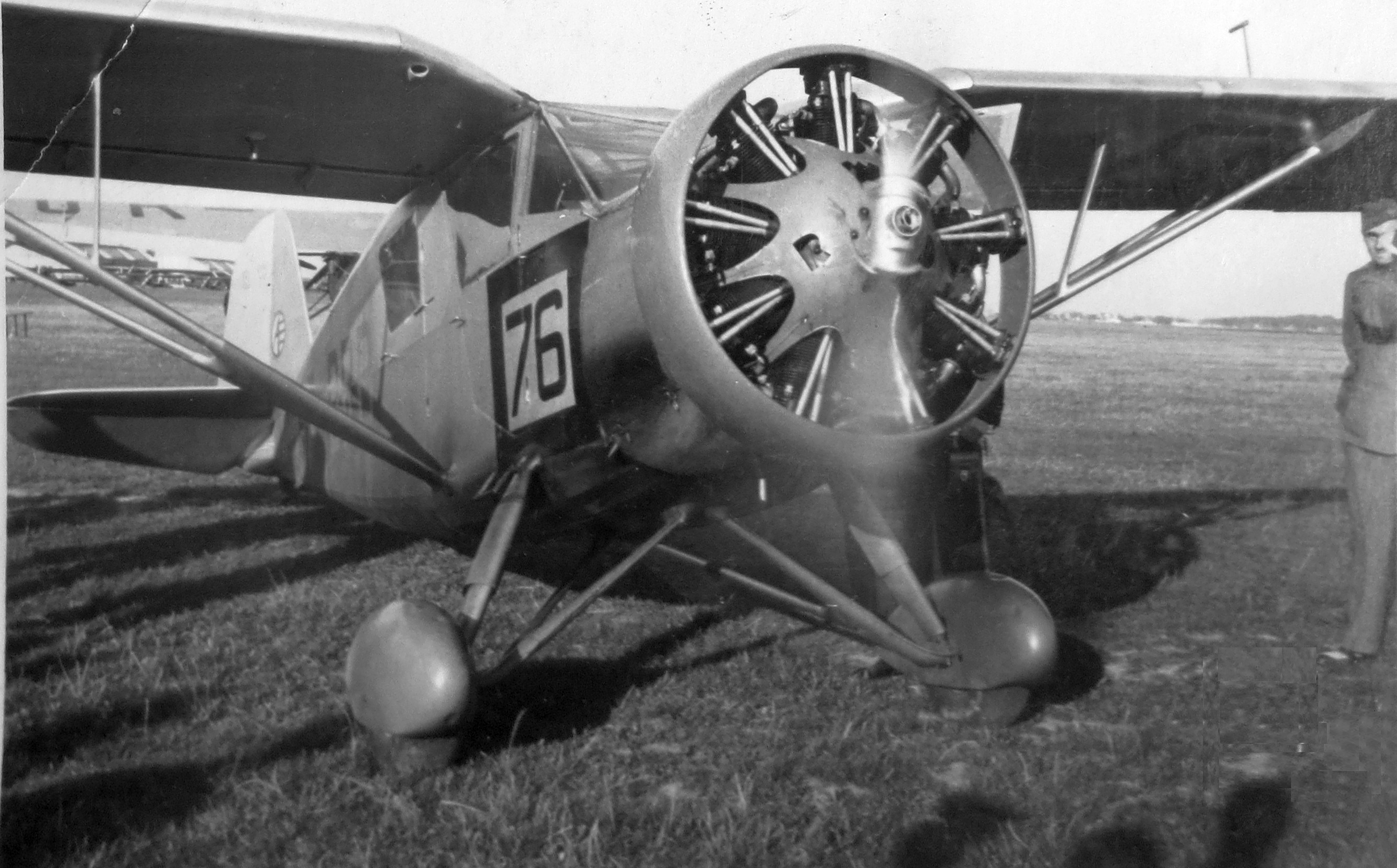
RWD-9W s motorem Walter Bora, pilot Skrzypinski (Challenge 1934, SP-DRB)

## Popis
Sportovní a turistický letoun RWD-9 byl čtyřmístný hornoplošník smíšené konstrukce. Dřevěná křídla byla na každé straně vyztužena jedním párem vzpěr ve tvaru V. V trupu svařeném z ocelových trubek a potaženém plátnem byla prostorná kabina pro 4 osoby, po dvou vedle sebe. Kabina měla troje dvířka, otevíratelná okénka, topení, větrání, regulovatelná sedadla s pneumatickým polštářováním, elektrické osvětlení. Před předními sedadly bylo zdvojené řízení. Za kabinou byl prostor pro zavazadla. Odpérovaný, kapotovaný podvozek byl brzděn brzdami Bendix.
Motor Walter Bora byl namontován na motorovém loži s gumovými tlumiči a byl zakrytován prstencem Townend. Vrtule Letov byla kovová, na zemi stavitelná. Benzínové nádrže byly umístěny v křídlech a v trupu za kabinou.

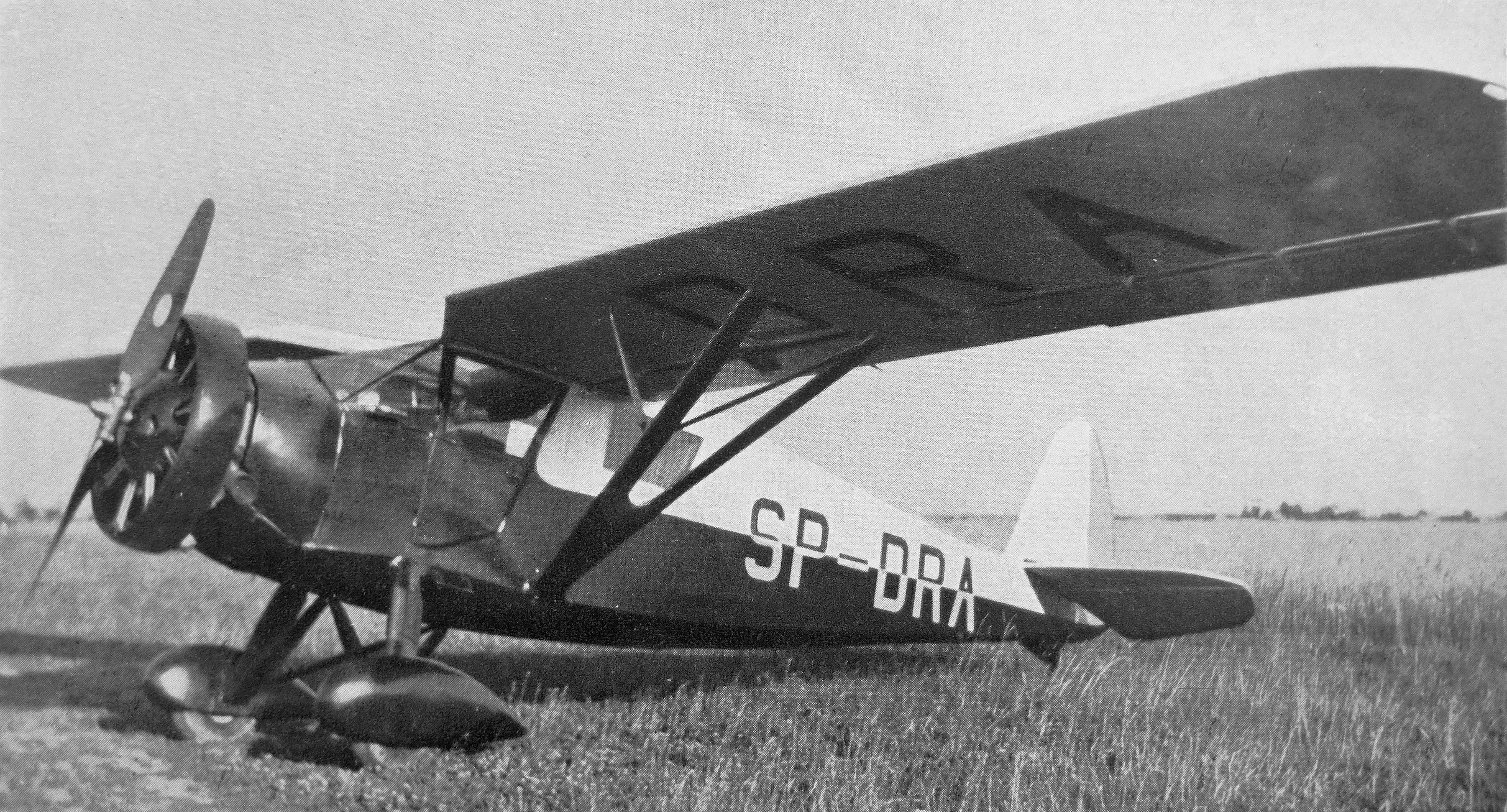
RWD-9W s motorem Walter Bora pilot Florjanowicz (Challenge 1934, SP-DRA)

## Použití po roce 1934
Po Challenge 1934 byl letoun RWD-9 používán sportovním letectvím. V roce 1935 byly dva z nich (SP-DRA, -DRB) prodány do Španělska a třetí SP-DRE do francouzského institutu CEMA (Centre d'Essais de Matériels Aériens, Testovací centrum pro letecká zařízení), ve Villacoublay (označení: F-AKHE). Letoun s imatrikulací SP-DRC 16. července 1936 narazil v Gdaňském zálivu na hladinu Baltského moře při nízkém letu. Posádka zahynula, pilot kpt. Aleksander Łagiewski, generál Gustaw Orlicz-Dreszer a fotbalista Polonie Warszawa Stefan Loth. Zbývající dva polské RWD-9S byly použity v polském Aero Clubu (SP-DRF později havaroval). Španělské letadlo bylo používáno jako spojovací letadlo na straně republikánské armády během španělské občanské války.
Letouny s československou imatrikulací byly využívány do prosince 1937 (OK-AMD) resp. do října 1939 (OK-AMC), kdy byly vymazány z leteckého rejstříku.

## Uživatelé
- Polsko

- Československo

- Španělská republika
  - Letectvo Španělské republiky
- Francie

## Specifikace (s motorem Walter Bora)

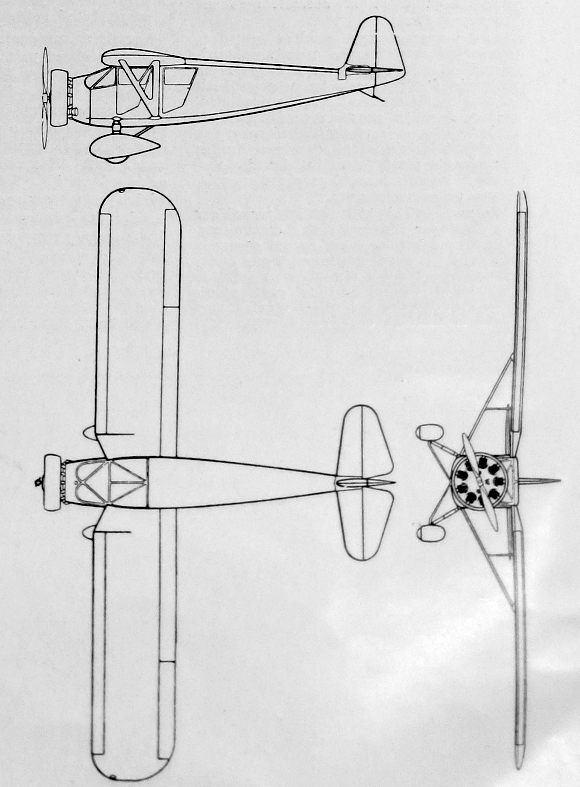
RWD-9W (skica)

Údaje podle

### Technické údaje
- Typ: turistický sportovní hornoplošník
- Osádka: 2+2
- Rozpětí: 11,64 m
- Délka: 8,0 m
- Výška: 2,03 m
- Nosná plocha: 16,0 m²
- Plošné zatížení: 58,0 kg/m2
- Hmotnost prázdného letounu: 560 kg
- Celková hmotnost za letu: 930 kg
- Pohonná jednotka: vzduchem chlazený devítiválcový hvězdicový motor Walter Bora
- Jmenovitý výkon motoru: 200 k (147 kW)
- Vrtule: dvoulistá, na zemi stavitelná, elektronová vrtule Letov[8]

### Výkony
- Maximální rychlost: 240 km/h
- Cestovní rychlost: 200-210 km/h
- Minimální rychlost: 55,6 km/h
- Dolet: 750 km